# Biatlo nos Jogos Olímpicos de Inverno de 1976
O biatlo nos Jogos Olímpicos de Inverno de 1976 consistiu de dois eventos, realizados em Innsbruck, na Áustria. Consistiu das provas de revezamento 4x7,5 quilômetros e da prova individual de 20 km.

## Medalhistas
| Evento                        | Ouro                                                                                   | Prata                                                                | Bronze                                                                         |
| ----------------------------- | -------------------------------------------------------------------------------------- | -------------------------------------------------------------------- | ------------------------------------------------------------------------------ |
| Individual 20 km detalhes     | Nikolay Kruglov URS União Soviética                                                    | Heikki Ikola FIN Finlândia                                           | Alexander Yelizarov URS União Soviética                                        |
| Revezamento 4x7,5 km detalhes | Alexander Yelizarov Ivan Biakov Nikolay Kruglov Alexander Tikhonov URS União Soviética | Henrik Flöjt Esko Saira Juhani Suutarinen Heikki Ikola FIN Finlândia | Karl-Heinz Menz Frank Ullrich Manfred Beer Manfred Geyer GDR Alemanha Oriental |

## Quadro de medalhas
| Ordem | País                  | Medalha de ouro | Medalha de prata | Medalha de bronze |   |
| ----- | --------------------- | --------------- | ---------------- | ----------------- | - |
| 1     | URS União Soviética   | 2               |                  | 1                 | 3 |
| 2     | FIN Finlândia         |                 | 2                |                   | 2 |
| 3     | GDR Alemanha Oriental |                 |                  | 1                 | 1 |
| TOTAL | TOTAL                 | 2               | 2                | 2                 | 6 |